# Guerlinguetus aestuans gilvigularis
Sciurus gilvigularis é uma espécie de roedor da família Sciuridae. Pode ser encontrada no Brasil, Venezuela e Guiana.